# Georges Reeb
Georges Henri Reeb (Saverne, Bas-Rhin, 12 de noviembre de 1920 - Estrasburgo, 6 de noviembre de 1993) fue un matemático francés. Trabajó en topología diferencial, geometría diferencial, ecuaciones diferenciales, teoría de sistemas dinámicos topológicos y en análisis no estándar.
En 1943 recibió su doctorado de la Universidad de Estrasburgo con la tesis Propriétés topologiques des variétés feuilletées. Su asesor fue Charles Ehresmann.
En 1965 él, Jean Leray y Pierre Lelong fundaron una serie de encuentros entre físicos teóricos y matemáticos (Rencontres entre Mathématiciens et Physiciens Théoriciens).
Fue profesor en Grenoble (Université Fourier) y Estrasburgo (Université Louis Pasteur) donde dirigió el Institut de Recherche Mathématique Avancée (El Instituto de Matemáticas de la Universidad de Estrasburgo) entre 1967 y 1972, que él mismo fundó con Jean Frenkel en 1966.
Reeb es el fundador de la teoría topológica de las foliaciones (Feuilletées, Blätterungen).
Inventó lo que hoy se conoce como foliación de Reeb, una foliación de la 3-esfera donde todas las hojas son difeomorfas a R2, salvo por una, que es un 2-toro compacto.
Recibió un doctorado honorario de la Universidad de Friburgo.